# PlayStation 4
Die PlayStation 4 (kurz PS4) ist eine stationäre Spielkonsole von Sony Interactive Entertainment LLC (bis April 2016: Sony Computer Entertainment Inc.). Sie wurde als Nachfolger der PlayStation 3 am 20. Februar 2013 auf einer Pressekonferenz von Sony vorgestellt. Die Markteinführung erfolgte am 15. November 2013 in Nordamerika und am 29. November 2013 in Europa, Südamerika und Australien. Die PlayStation 4 steht in direkter Konkurrenz zu Microsofts Xbox One sowie Nintendos Wii U und Nintendo Switch. Die PlayStation 4 ist die insgesamt sechste Spielkonsole der Marke PlayStation, ausgenommen Hardware-Revisionen. Am 8. Oktober 2019 wurde der Nachfolger PlayStation 5 angekündigt, die schließlich im November 2020 erschien.

## Übersicht
Die PlayStation 4 sieht einen umfangreichen Austausch mit sozialen Netzwerken vor und zielt außerdem auf eine verstärkte Interaktion mit anderen Endgeräten und Dienstleistungen ab, was unter anderem die Möglichkeit beinhaltet, stationäre Konsolenspiele offline auf der PlayStation Vita zu spielen („Remote Play“) sowie die Funktion, sein Gameplay online für Freunde zu streamen („Share Play“). Erstmals erfuhr auch der Controller der PlayStation-Konsolenreihe ein neues Design und erhielt zahlreiche neue Funktionen, unter anderen verbesserte Steuerungsknöpfe, einen „Share“-Button, der es Spielern ermöglicht, Screenshots und Gameplay-Aufzeichnungen zu tätigen und ein interaktives Touchpad, welches in einigen Spielen beispielsweise zum Heranzoomen der Karte fungiert.
Die Kritiken aus der Fachpresse zur PlayStation 4 waren äußerst positiv, so wurde Sony vor allem für die zahlreichen Umsetzungen von Kundenwünschen, das Unterstützen von kleineren Drittherstellern sowie das weniger strenge Digital Rights Management im Vergleich zu dem von Microsoft gelobt.
Am 7. September 2016 gab Sony bekannt, dass es zwei neue Versionen der PlayStation 4 geben wird; eine schlankere, stromsparendere, leisere und leichtere Variante namens PlayStation 4 Slim (kurz: PS4 Slim), die das Ur-Modell der PS4 ersetzen soll, erschien am 15. September 2016 zu einer unverbindlichen Preisempfehlung von 299,99 Euro (100 Euro weniger als die PS4). Eine kostenintensivere und leistungsstärkere Variante der PS4 bzw. PS4 Slim namens PlayStation 4 Pro (kurz: PS4 Pro) erschien am 10. November 2016 zu einem Preis von 399,99 Euro, welche sowohl über einen stärkeren Grafikprozessor als auch eine höhere Taktfrequenz der CPU verfügt, was neben weiteren meist visuellen Features auch das Spielen von einigen Titeln in UHD-Auflösung (3840 × 2160 Pixeln) ermöglicht. Die PS4 Pro soll laut Sony nicht die PS4 Slim ersetzen, sondern lediglich die Produktpalette des Konzerns erweitern.
Mit weltweit über 106 Millionen verkauften Einheiten (Stand: 31. Dezember 2019) und 108,9 Millionen ausgelieferten Einheiten (Stand: 4. Februar 2020) gilt die PlayStation 4 in der letzten Konsolengeneration momentan als die Konsole mit der größten Anwenderbasis und ist die fünftmeistverkaufte Spielkonsole.

## Geschichte

### Vorgeschichte und Entwicklung
Die Entwicklung der Konsole mit dem offiziellen Codenamen „Jedai“ begann bereits im Jahr 2008. Die Funktion des leitenden Architekten übernahm der US-amerikanische Spielentwickler und Programmierer Mark Cerny. Zwei Jahre zuvor, 2006, brachte Sony die PlayStation 3 aufgrund von Lieferschwierigkeiten im Vergleich zur konkurrierenden Xbox 360 von Microsoft mit einem Jahr Verzögerung in den Handel. Dies hatte bei der Veröffentlichung einen Rückstand von über zehn Millionen verkauften Einheiten zur Folge. In einem Interview aus dem Jahr 2011 bezeichnete Jim Ryan, CEO von Sony Computer Entertainment Europe, den verspäteten Marktstart als Fehler und betonte, ein solches Szenario zukünftig vermeiden zu wollen. Insgesamt war die PlayStation 3 trotz über 77 Millionen verkauften Einheiten zum Zeitpunkt der Ankündigung der PlayStation 4 im Januar 2013 deutlich weniger erfolgreich als die beiden Vorgängerkonsolen PlayStation und PlayStation 2 mit 102,49 bzw. über 155 Millionen verkauften Einheiten.
Die offizielle Vorstellung der PlayStation 4 erfolgte weiterhin vor dem Hintergrund, dass ein Nachfrageeinbruch im TV-Segment sowie ein starker Yen Sony seit 2008 große Verluste beschert hatten. Der Konzern hatte darauf mit mehreren Umstrukturierungsmaßnahmen und Mitarbeiterentlassungen reagiert, am 1. April 2012 trat der langjährige PlayStation-Leiter Kazuo Hirai die Nachfolge des scheidenden Konzernchefs Howard Stringer an. Trotzdem senkte die Ratingagentur Fitch im November 2012 die Bonitätsnote des Unternehmens auf „BB“, eine Kennzeichnung für spekulative, möglicherweise verlustbehaftete Anleiheninvestments. Dem Erfolg der neuen Konsole wurde daher eine große Bedeutung für die weitere Zukunft des gesamten Konzerns zugesprochen.
Anfang 2013 gelangten über einen Leak die genauen technischen Daten ins Internet. Die Daten wurden später weitgehend bestätigt. Auch die ungefähre Form des Controllers war seit dem 14. Februar 2013 bekannt, wobei es sich bei dem aufgetauchten Bildmaterial um die Aufnahme eines noch nicht finalen Prototypen handelte. Zuvor hatten sich Gerüchte um einen Nachfolger der PlayStation 3 bereits zunehmend verdichtet.

### Ankündigung und Enthüllung auf der E3
Am 31. Januar 2013 stellte Sony im offiziellen PlayStation-Blog einen Teaser unter dem Namen „See the Future“ online, der ein PlayStation Meeting für den 20. Februar 2013 ankündigte. Die Konferenz fand im Manhattan Center in New York City statt. Obwohl der eigentliche Anlass der Veranstaltung bis zu Beginn unbekannt blieb, rechnete die Presse fest mit der Ankündigung von Sonys nächster Heimkonsole. Sony und weitere Third-Party-Entwickler zeigten Technikdemos, welche die Physik- und Grafikleistung der Konsole unter Beweis stellen sollten, als auch zukünftige Spieletitel. Was viele Menschen überraschend fanden, war die angekündigte Verwendung von 8 Gigabyte an damals kostspieligem GDDR5-Speicher. Zuvor war von Experten ein solches Szenario aus Kostengründen noch ausgeschlossen worden. Man zeigte den DualShock-4-Controller, nicht jedoch das Design der stationären Hardware, da dieses zu diesem Zeitpunkt noch nicht fertiggestellt war. Der Release der Konsole wurde für das 4. Quartal 2013 angekündigt.
Nach der Ankündigung sank die Sony-Aktie geringfügig um etwa 1,77 Prozent. Die Ratingagentur Fitch bezweifelte öffentlich, ob die Konsole den aktuellen Rating-Status des Unternehmens verändern könnte. In der Presse wurde insbesondere kritisiert, Sony hätte nicht das Gehäuse der PS4 und somit auch nicht die eigentliche Konsole präsentiert. Im Gegensatz dazu zeigte sich das Finanz- und Beratungsunternehmen Wedbush Securities beeindruckt von der Präsentation und lobte den Fokus auf Spiele. Insgesamt wurde der Vorstellung eine große mediale Aufmerksamkeit zuteil. So wurde der offizielle PS4-Teaser zum meistangesehenen Video auf der Onlineplattform YouTube im Monat Februar, ein Zusammenschnitt der Konferenz wurde sogar zum meistangesehenen Video des Jahres 2013.
Das Gehäuse der Konsole wurde auf der Electronic Entertainment Expo 2013 in Los Angeles enthüllt. Nur wenige Stunden nach dem Auftritt der Firma Microsoft wurde zudem der Preis der Konsole von 399,99 US-Dollar bekannt gegeben und damit deren konkurrierende Heimkonsole, die Xbox One, um 100 US-Dollar unterboten. Sony nutzte außerdem die Möglichkeit, sich offensiv für die Möglichkeit zum Offline-Betrieb sowie einen freien Handel mit Gebrauchtspielen auszusprechen. Beides sollte zum damaligen Zeitpunkt aufgrund eines DRM-Systems auf der Xbox One nicht beziehungsweise nur sehr eingeschränkt möglich sein. Microsoft verwarf diese Pläne jedoch nur wenige Wochen später aufgrund massiver Kritik.

### Markteinführung und Erfolg
Die PlayStation 4 wurde schließlich Mitte November 2013 zuerst in den USA veröffentlicht. Europa (Ende November), große Teile Asiens und Australien folgten wenige Wochen später. Sony veröffentlichte damit weitgehend gleichzeitig mit Microsoft.
Der Absatz lag zwei Wochen nach der Markteinführung deutlich über dem der Vorgängerkonsole im selben Zeitraum. Zudem war das Gerät vielerorts vergriffen, da Sony die hohe Nachfrage nicht decken konnte. Eine flächendeckende Vollversorgung erreichte Sony erst im Frühsommer 2014. Der anfängliche Verkaufserfolg wurde vor allem durch den vergleichsweise niedrigen Preis sowie den langen Lebenszyklus der Vorgängerkonsole begründet.
Im Juli 2015 war die PlayStation 4 laut Schätzungen mit einem weltweiten Marktanteil von über 50 % die kommerziell mit Abstand erfolgreichste Konsole der achten Generation. In Europa lag ihr Marktanteil zu diesem Zeitpunkt zwischen 70 und 90 Prozent.

### Verschiebung des Produktionsendes
Das Ende der Produktion der Playstation 4 war für das Jahr 2021 vorgesehen. Aufgrund von Schwierigkeiten bei der Beschaffung von Hardwarekomponenten für die Playstation 5 und der hohen Nachfrage nach Spielkonsolen von Sony wird die Produktion der Playstation 4 jedoch 2022 fortgesetzt.

## Modelle

### PlayStation 4
Die unverbindliche Preisempfehlung der PlayStation 4 lag bei der Markteinführung bei 399,99 Euro (bzw. $399,99/£349,99) und 2017 bei 249,99 Euro. Als Form für die Konsole wurde ein Parallelepiped gewählt, mit einem Gewicht von 2,8 kg war sie deutlich leichter als die erste Generation der PlayStation 3, die ca. 5 kg wog. Bei Verkauf stand unmittelbar das Systemupdate 1.50 zur Verfügung, das wesentliche Funktionen, wie zum Beispiel die Wiedergabe von Film-Blu-rays oder Remote Play ermöglichte. Seit dem Systemsoftware-Update 1.75, welches am 29. Juli 2014 erschien, kann die PlayStation auch 3D-Blu-ray-Filme abspielen. Die aktuelle Systemsoftware-Version ist 11.50 (Stand: 13. März 2024).
Sony gab auf der Gamescom 2014 bekannt, dass die PlayStation 4 ab dem Systemsoftware-Update 2.0 das Uploaden von Gameplay-Videos auf YouTube ermöglicht, erweiterte Funktionen für die Freundesliste mit sich bringt und das sogenannte Share Play kommt. Share Play erlaubt es PlayStation-Plus-Mitgliedern andere PlayStation-Plus-Mitglieder einzuladen, um ihnen virtuell den Controller in die Hand zu geben und das Spiel zu übernehmen. Der eingeladene Spieler kann die Steuerung über das Spiel auch übernehmen, wenn er den Titel nicht selbst besitzt.
Die Produktionskosten der bei Foxconn produzierten Konsole beliefen sich laut einer Schätzung des US-amerikanischen Unternehmens IHS auf 381 US-Dollar und lag damit 18 Dollar unter dem Einführungspreis in den USA. Sony gab zum damaligen Zeitpunkt bekannt, die Konsole mit leichtem Defizit zu verkaufen. Auf dem europäischen Markt konnte über „das gesamte Ökosystem“ des Produkts von Beginn an Gewinn erwirtschaftet werden. Inzwischen konnten die Produktionskosten der Konsole verringert werden.
Bei Temperatur, Stromverbrauch und Geräuschentwicklung ergeben sich folgende Werte:
|                                | Leerlauf | Blu-ray | Spiele  |
| ------------------------------ | -------- | ------- | ------- |
| maximale Oberflächentemperatur | 40 °C    | 41 °C   | 44 °C   |
| Leistungsaufnahme              | 82,5 W   | 103 W   | 145 W   |
| Geräuschentwicklung            | 32 dB    | 33,5 dB | 39,5 dB |

Die US-amerikanische Umweltschutzorganisation Natural Resources Defense Council hat den Stromverbrauch der Spielekonsolen Xbox One und PlayStation 4 kritisiert, wonach alleine in den USA die beiden Konsolen im Standby-Modus Stromkosten in der Höhe von 400 Millionen US-Dollar pro Jahr verursachen sollen. Im Vergleich zu einem handelsüblichen Blu-ray-Player braucht die Konsole fünfmal so viel Strom beim Abspielen einer Blu-ray. Die PlayStation 4 wird wegen des ineffizienten Controller-Aufladens kritisiert, bei dem die USB-Anschlüsse ständig aktiviert sind, selbst wenn kein Gerät zum Aufladen angeschlossen ist. Außerdem brauche die PlayStation 4 beim Streamen von Videos zwischen 30 und 45 Mal mehr Energie als namentlich Streaming-Geräte wie das Apple TV oder der Google Chromecast. Die PlayStation 4 ist in fünf Ausführungen verfügbar: Die ersten drei verfügten noch über eine Oberfläche aus Klavierlack, bei späteren Ausführung wurde dieses aufgrund der Tatsache, dass dieses oft dafür kritisiert wurde, Kratzer zu bekommen, entfernt.
Am 22. Juni 2015 bestätigte Sony die Einführung eines neuen, auf einer Überarbeitung der Elektronik basierenden PlayStation-4-Modells mit der Modellbezeichnung CUH-12xx (x variiert von Land zu Land). Diese erste Revision der ursprünglichen PlayStation 4 verwendet das gleiche Gehäuse wie die Urversion, verbraucht jedoch 8 Prozent weniger Strom und weist ein um 10 Prozent reduziertes Gesamtgewicht auf. Statt der ursprünglichen 16 GDDR5-Speichermodule mit einer Speicherkapazität von jeweils 4 Gbit ist das Modell CUH-12xx nur noch mit acht doppelt so großen 8-Gbit-Speichermodulen ausgestattet. Das überarbeitete Modell hat ferner keine in Klavierlackglanz ausgeführte Festplattenabdeckung mehr. Überdies wurde die LED-Statusleiste verkürzt und die berührungsempfindlichen Ein- und Auswurfknöpfe durch mechanische Tasten mit deutlicherem Druckpunkt ersetzt. Das Modell CUH-12xx war ab Ende Juni 2015 zunächst ausschließlich in asiatischen Ländern erhältlich.

### PlayStation 4 Slim

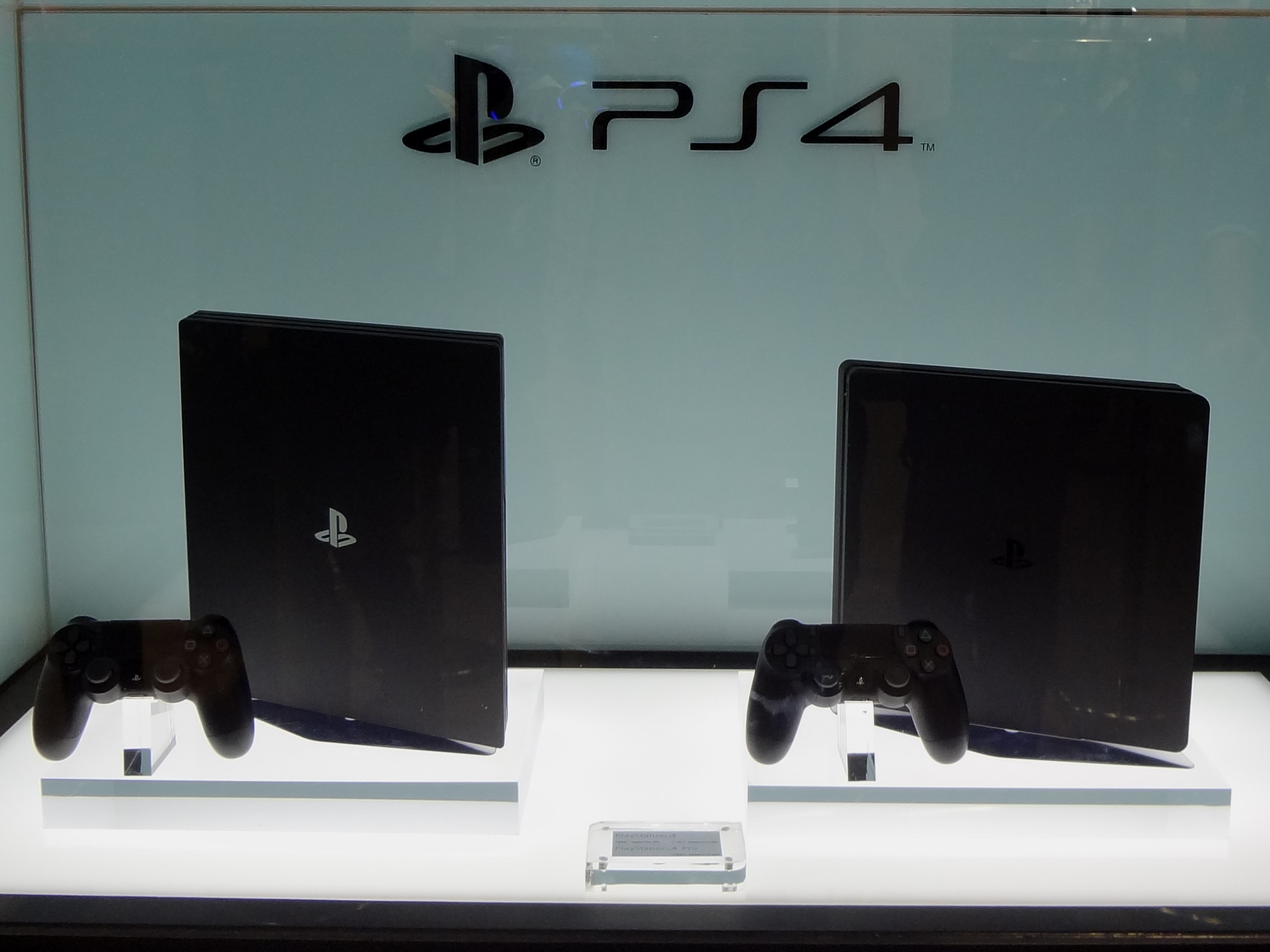
PlayStation 4 Pro (links) und PlayStation 4 Slim (rechts) hochkant aufgestellt

Am 15. September 2016 wurde die PlayStation 4 Slim (PS4 Slim) in Europa mit der Modellbezeichnung CUH-2xxx eingeführt. Das Gerät ist von den Abmessungen kleiner als die ursprüngliche, 2013 auf den Markt gebrachte PlayStation 4 (ca. 265 × 39 × 288 mm statt ca. 275 × 53 × 305 mm) und wiegt mit 2,1 kg deutlich weniger als die Standard-Version der PS4. Die PS4 Slim weist außerdem mit 165 Watt eine deutlich geringere Leistungsaufnahme auf, die aus der Umstellung der in AMD-Jaguar-Prozessorarchitektur ausgeführten CPU vom 28- zum 16-Nanometer-Fertigungsprozess resultiert. Hinzugekommen ist mit dem neuen Modell die Unterstützung des 5-GHz-WLAN-Bandes, weggefallen sind der TOSLINK SPDIF-Audio-Ausgang sowie die lange LED-Leuchtleiste, der Betriebszustand wird nun über eine (mehrfarbig) beleuchtete Power-Taste angezeigt. Die PS4 Slim kostete zur Markteinführung 299,99 Euro.

### PlayStation 4 Pro
Am 10. Juni 2016 kündigte Andrew House, Präsident und Geschäftsführer von Sony Interactive Entertainment, in der Financial Times erstmals eine leistungsstärkere Weiterentwicklung der PlayStation 4 an. Zuvor hatte es bereits Gerüchte über eine neue, mit mehr CPU- und GPU-Leistung ausgestattete, aber softwarekompatible Modellvariante namens PlayStation 4 Neo gegeben, die erstmals in der Lage sein solle, bereits bestehende Spiele in UHD-Auflösung auszugeben (die PlayStation 4 unterstützt bereits UHD-Auflösung für die Ausgabe von Bildern und Videostreams, verfügt jedoch laut Sony nicht über genug Rechenleistung für die ansprechende Ausgabe von Spielen in UHD). Die PlayStation 4 Pro (PS4 Pro) verfügt wie bereits die PS4 und PS4 Slim über 8 GB RAM des Typs GDDR5 und 256 MB des langsameren Typs DDR3, dieser wurde jedoch um weitere 768 MB erweitert, sodass der PS4 Pro nun insgesamt 1 GB DDR3-RAM für Hintergrundanwendungen zur Verfügung stehen, was unter anderem dafür sorgt, dass Hintergrundanwendungen und Texturen in Spielen schneller laden. Als Zielgruppe nannte House sogenannte „Hardcore-Gamer“ mit sehr hohen Ansprüchen an die Grafik. Anders als die Konkurrenzkonsolen von Microsoft namens Xbox One S und Xbox One X, bietet die PS4 Pro jedoch kein UHD-fähiges Blu-Ray-Laufwerk. Die neue Variante der PlayStation 4 bezeichnete House in einem weiteren Interview mit der britischen Tageszeitung The Guardian vom 15. Juni 2016 auch als Highend-Version einer PlayStation 4, die das weiterhin erhältliche, günstigere Basismodell nicht ersetzen, sondern die Produktpalette des Konzerns erweitern solle – nicht zuletzt, um die erwähnten Hardcore-Gamer von einem Wechsel auf einen spieletauglichen Computer abzuhalten.
Am 7. September 2016 stellte Sony die Weiterentwicklung unter dem Namen PlayStation 4 Pro mit der Modellnummer CUH-70xx offiziell vor. Mit einer auf 2,1 GHz getakteten, sprich einer um 0,5 GHz schnelleren APU sowie 18 zusätzlichen, also insgesamt 36 Grafikprozessorkernen wartet die PlayStation 4 Pro sowohl mit mehr Rechenleistung als auch besseren Grafikfähigkeiten auf als die ursprüngliche PlayStation 4. Die Rechenleistung der PlayStation 4 Pro ist im Vergleich zu den Vorgängermodellen PS4 und PS4 Slim von 1,84 auf 4,198 TeraFLOP/s auf mehr als das Doppelte gestiegen. Dadurch wird unter anderem die Ausgabe von via Online-Update speziell angepassten PlayStation-4-Spielen in – je nach Spiel – hochskalierter oder nativer UHD-Auflösung ermöglicht. PS4-Pro-Nutzer profitieren je nachdem, ob das jeweilige Spiel für die neue Konsole angepasst wurde, von höheren Sichtweiten, stabileren Bildraten, Kantenglättung und/oder weiteren visuellen Features. Die PlayStation 4 Pro ist ca. 295 mm × 55 mm × 327 mm groß, wiegt rund 3,3 kg und weist eine Leistungsaufnahme von ca. 310 Watt im Spielbetrieb auf. Sie wird, anders als die PS4 und PS4 Slim, über ein Kaltgerätekabel mit Strom versorgt. Am 10. November 2016 wurde die PlayStation 4 Pro mit einer unverbindlichen Preisempfehlung von 399,99 Euro auf den Markt gebracht.
Mit Erscheinen der Firmware-Version 4.5 am 9. März 2017 erhielt die PlayStation 4 Pro außerdem einen sogenannten „Boost-Modus“ (engl. „Boost Mode“) zur Beschleunigung von Spielen, die ursprünglich für die PlayStation 4 programmiert wurden. Mit dieser Maßnahme soll es Besitzern der PlayStation 4 Pro ermöglicht werden, die leistungsstärkere Hardware ihrer Konsolen auch bei von den Entwicklerstudios nicht für die neue Modellvariante optimierten Titeln ausnutzen zu können. Insbesondere würden durch die Erhöhung der Taktfrequenz der APU höhere Bildwiederholraten und schnellere Ladezeiten erreicht. Allerdings bleiben die 18 zusätzlichen Grafikprozessorkerne der Playstation 4 Pro im Boost-Modus ungenutzt. Da der Boost-Modus bei manchen Spielen möglicherweise zu Kompatibilitätsproblemen führt, ist seine Verwendung optional. In ersten unabhängigen, bis Mitte Februar 2017 von den Online-Fachzeitschriften PC Games Hardware sowie Hardwareluxx durchgeführten Tests der Beta-Version des Firmware-Updates 4.5 ergaben sich bei populären Titeln wie The Witcher 3: Wild Hunt, Project Cars, Bloodborne, Dark Souls III, Doom, Just Cause 3, Assassin’s Creed Unity und Final Fantasy XIV tatsächlich spürbare, wenngleich nicht immer deutliche Leistungsverbesserungen im Boost-Modus der PlayStation 4 Pro, während sich bei weiteren Verkaufsschlagern wie Grand Theft Auto V oder Far Cry Primal keine nennenswerten Leistungssteigerungen feststellen ließen.

### Modellübersicht

#### Regionen
| Region | Japan | Nordamerika | Australien | Großbritannien | Europa/Naher Osten | Korea | Hong Kong/Singapur | Taiwan | Russland | China | Südamerika | Nordamerika | Europa |
| Nummer | 00    | 01          | 02         | 03             | 04                 | 05    | 06                 | 07     | 08       | 09    | 11         | 15          | 16     |

#### Modelle
| Modell-Nr.                                                         | CUH-10xxA           | CUH-11xxA           | CUH-11xxB           | CUH-12xxA           | CUH-12xxB           | CUH-20xxA                   | CUH-20xxB          | CUH-21xxA          | CUH-21xxB          | CUH-22xxA          | CUH-22xxB          | CUH-70xxB          | CUH-71xxB          | CUH-72xxB          |
| ------------------------------------------------------------------ | ------------------- | ------------------- | ------------------- | ------------------- | ------------------- | --------------------------- | ------------------ | ------------------ | ------------------ | ------------------ | ------------------ | ------------------ | ------------------ | ------------------ |
| Modellbezeichnung                                                  | PS4                 | PS4                 | PS4                 | PS4                 | PS4                 | PS4 Slim                    | PS4 Slim           | PS4 Slim           | PS4 Slim           | PS4 Slim           | PS4 Slim           | PS4 Pro            | PS4 Pro            | PS4 Pro            |
| Erstveröffentlichung                                               | 13. November 2013   | 14. Juli 2014       | 15. Juli 2015       | 15. Juli 2015       | 15. September 2015  | 16. September 2016          | 16. September 2016 | September 2017     | September 2017     | Juli 2018          | Juli 2018          | 16. November 2016  | 17. November 2017  | November 2018      |
| Festplattengröße                                                   | 500 GB              | 500 GB              | 1 TB                | 500 GB              | 1 TB                | 500 GB                      | 1 TB               | 500 GB             | 1 TB               | 500 GB             | 1 TB               | 1 TB               | 1 TB               | 1 TB               |
| maximale elektr. Leistungsaufnahme                                 | 250 W               | 250 W               | 250 W               | 230 W               | 230 W               | 165 W                       | 165 W              | 165 W              | 165 W              | 165 W              | 165 W              | 310 W              | 310 W              | 310 W              |
| Gewicht                                                            | 2,8 kg              | 2,8 kg              | 2,8 kg              | 2,5 kg              | 2,5 kg              | 2,1 kg                      | 2,1 kg             | 2,1 kg             | 2,1 kg             | 2,1 kg             | 2,1 kg             | 3,3 kg             | 3,3 kg             | 3,3 kg             |
| Farben (Special-Editions nicht mitgezählt)                         | Schwarz             | Schwarz, Weiß, Grau | Schwarz             | Schwarz, Weiß       | Schwarz, Weiß       | Schwarz, Weiß, Silber, Gold | Schwarz, Weiß      | Schwarz, Weiß      | Schwarz, Weiß      | Schwarz, Weiß      | Schwarz, Weiß      | Schwarz, Weiß      | Schwarz, Weiß      | Schwarz, Weiß      |
| Finish                                                             | Klavierlack/Matt    | Klavierlack/Matt    | Klavierlack/Matt    | Matt                | Matt                | Matt                        | Matt               | Matt               | Matt               | Matt               | Matt               | Matt               | Matt               | Matt               |
| Einschalt-/Auswurf-Taste                                           | Touch               | Touch               | Touch               | Mechanisch          | Mechanisch          | Mechanisch                  | Mechanisch         | Mechanisch         | Mechanisch         | Mechanisch         | Mechanisch         | Mechanisch         | Mechanisch         | Mechanisch         |
| Bluetooth-Version                                                  | Bluetooth 2.1 + EDR | Bluetooth 2.1 + EDR | Bluetooth 2.1 + EDR | Bluetooth 2.1 + EDR | Bluetooth 2.1 + EDR | Bluetooth 4.0 (LE)          | Bluetooth 4.0 (LE) | Bluetooth 4.0 (LE) | Bluetooth 4.0 (LE) | Bluetooth 4.0 (LE) | Bluetooth 4.0 (LE) | Bluetooth 4.0 (LE) | Bluetooth 4.0 (LE) | Bluetooth 4.0 (LE) |
| WLAN-Standard                                                      | 802.11 b/g/n        | 802.11 b/g/n        | 802.11 b/g/n        | 802.11 b/g/n        | 802.11 b/g/n        | 802.11 a/b/g/n/ac           | 802.11 a/b/g/n/ac  | 802.11 a/b/g/n/ac  | 802.11 a/b/g/n/ac  | 802.11 a/b/g/n/ac  | 802.11 a/b/g/n/ac  | 802.11 a/b/g/n/ac  | 802.11 a/b/g/n/ac  | 802.11 a/b/g/n/ac  |
| HDMI-Version                                                       | 1.4a                | 1.4a                | 1.4a                | 1.4a                | 1.4a                | 1.4a                        | 1.4a               | 1.4a               | 1.4a               | 1.4a               | 1.4a               | 2.0                | 2.0                | 2.0                |
| noch produziert                                                    | nein                | nein                | nein                | nein                | nein                | nein                        | nein               | nein               | nein               | ja                 | ja                 | nein               | nein               | nein               |
| Alle Modelle inklusive Blu-ray-/DVD-Laufwerk und Gigabit-Ethernet. |                     |                     |                     |                     |                     |                             |                    |                    |                    |                    |                    |                    |                    |                    |

### Verkaufszahlen
Der Verkaufserfolg hielt Monate nach dem Launch an. Sony verkündete hierbei immer wieder neue Umsatzrekorde, womit das Unternehmen seinen Vorsprung zur fast gleichzeitig erschienenen Konsole des Konkurrenten Microsoft, der Xbox One, weiter ausbaute. Noch vor der Markteinführung in Japan (22. Februar 2014) vermeldete Sony ca. 5,3 Millionen verkaufte Exemplare der Konsole. In Zusammenhang mit Sonys Meldung von Anfang März 2014, bereits sechs Millionen Einheiten verkauft zu haben, bedeutete dies einen Absatz von rund 700.000 Geräten in nur zwei Wochen seit dem Japan-Release. Bereits am 17. April gab Sony hingegen offiziell bekannt, dass die PlayStation 4 sich insgesamt sieben Millionen Mal verkauft habe, die Softwareverkäufe betrugen zu diesem Zeitpunkt insgesamt ca. 20,5 Millionen Spiele. Auf einer Pressekonferenz im Rahmen der Gamescom 2014 am 12. August verkündete Sony, dass seit dem Launch mehr als zehn Millionen Konsolen verkauft werden konnten. Nach einer Studie des Marktforschungsinstituts Nielsen vom Februar 2015 waren die meisten Käufer von Konsolen der 8. Generation bereits Besitzer einer Konsole der vorherigen Generation. Die wichtigsten Kaufgründe für die PS4 waren die höhere Auflösung, die Funktion als Blu-ray-Player, die Spielebibliothek, der schnellere Prozessor und Wünsche innerhalb der Familie. 59 % aller PlayStation-4-Käufer waren zuvor Besitzer einer Xbox 360. Bei der Xbox One, die zu diesem Zeitpunkt deutlich weniger verkaufte Einheiten als die PlayStation 4 aufweisen konnte, betrug der Anteil der Plattformwechsler 43 %.
In Deutschland lag die Konsole nach Angaben der Gesellschaft für Konsumforschung (GfK) vom April 2015 im Verkauf deutlich vor der Xbox One. Vom Verkaufsstart bis Ende März 2015 konnte Sony 1,6 Millionen Konsolen absetzen, etwa viermal so viel wie die Xbox One im gleichen Zeitraum (378.000 Einheiten). Die Konsole warf dabei vom ersten Tag an Gewinn ab und trug damit zum 50%igen Marktanteil der Sonyplattformen am deutschen Spielemarkt bei.
Mitte Mai 2016 überschritt die Gesamtzahl sämtlicher weltweit verkaufter Exemplare der PlayStation 4 die 40-Millionen-Grenze. Pro Konsole waren zu diesem Zeitpunkt durchschnittlich 6,8 Spiele über den Einzelhandel bzw. online über den PlayStation Store verkauft worden. Das entspricht einer Gesamtzahl von 270,9 Millionen Titeln. Anfang Dezember 2016 überschritten die Verkäufe der PlayStation 4 die 50-Millionen-Marke. Sonys Gerät lag damit zu diesem Zeitpunkt erstmals vor dem von 1990 bis 1998 produzierten Super Nintendo Entertainment System (SNES) an zwölfter Stelle der weltweit meistverkauften Spielekonsolen. Bis Ende April 2017 wurden global rund 60 Millionen Exemplare der Konsole abgesetzt. Ende des ersten Quartals 2018 lag die Zahl der verkauften Exemplare bei 76,6 Millionen. Bis Anfang Januar 2019 wurden weltweit 91,6 Millionen Einheiten verkauft. Am 30. Juli 2019 wurde bekannt, dass 100 Millionen Exemplare der PlayStation 4 verkauft wurden. Die Konsole brauchte dafür eine Marktpräsenz von fünf Jahren und sieben Monaten. Die PlayStation 4 erreichte die 100-Millionen-Grenze damit zwei Monate schneller als die bis zu diesem Zeitpunkt weltweit meistverkaufte Spielekonsole PlayStation 2.

## Zubehör und Peripherie

### Controller

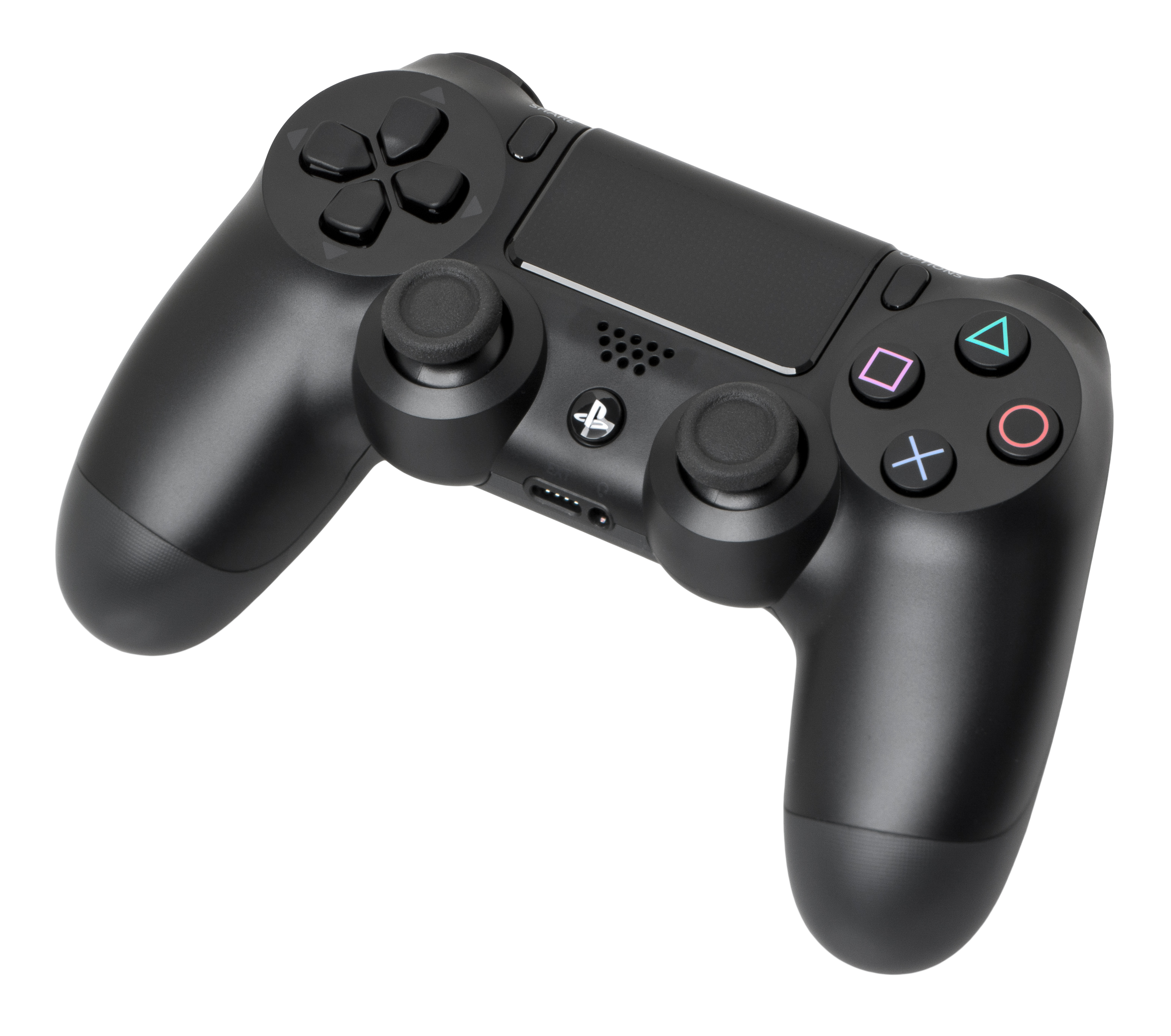
DualShock-4-Controller, der mit dem Ur-Modell der PS4 mitgeliefert wurde. Mit der PS4 Slim und PS4 Pro wird ein überarbeiteter Controller geliefert.

Die Konsole wird mit dem DualShock-4-Controller, der weitgehend dem Vorgänger, dem DualShock-3-Controller der PlayStation 3, gleicht, geliefert. Trotz identischer Datenübertragungstechnik vom Controller zur Konsole (Bluetooth und USB-Kabel) ist der DualShock-3-Controller nicht mit der PlayStation 4 kompatibel. Seit einem Update der PS3 ist dies nun jedoch möglich. Die Latenz wurde dem vorherigen DualShock 3 gegenüber reduziert und die Rumble-Funktion verstärkt. Zusätzlich verfügt der neue Controller über ein Touchpad sowie wie einen Audioausgang für Kopfhörer und einen Mono-Lautsprecher für Musik und Geräusche. Daneben sind der Select- und Start-Knopf zugunsten einer Optionstaste entfernt worden. Außerdem wurden die beiden Analogsticks für eine bessere Griffigkeit nach innen gewölbt. Auch die Schultertasten sind nun nach innen gekrümmt. Eine Leuchtfläche, die sogenannte Light Bar, dient mithilfe der PlayStation-Kamera zur genauen Bestimmung des Controllers im Raum, ähnlich dem Konzept der PlayStation Move. Durch verschiedene Farben können dabei mehrere Controller voneinander unterschieden werden. Zur Bewegungserkennung wurde das Sixaxis Motion-Sensing-System, bestehend aus einem 3-Achsen-Gyroskop und -Beschleunigungssensor, vom DualShock 3 übernommen. Die sogenannte Share-Taste erlaubt online die Veröffentlichung von aufgezeichnetem Gameplay. Für die Videoaufzeichnung und -bereitstellung verfügt die Konsole über einen zusätzlichen Computerchip. Neben dem DualShock 4 als Standardcontroller lassen sich auch PlayStation Move oder die PlayStation Vita, Sonys aktuelle Mobilkonsole, als Steuerungsgeräte verwenden. Die Move-Controller der PlayStation 3 werden weiterhin unterstützt.
Mit der Veröffentlichung der PlayStation 4 Slim im Herbst 2016 erschien eine überarbeitete Version des DualShock-4-Controllers. Neben einer geringfügig veränderten Farbgebung und Materialoberfläche ist bei der neuen Version die Light Bar zusätzlich am oberen Rand des Touchpads sichtbar. Ebenso kann der neue Controller die Eingabesignale nun auch direkt über das USB-Kabel an die Konsole übertragen, wodurch sich die Latenzzeit gegenüber der kabellosen Bluetooth-Verbindung reduziert. Dieser überarbeitete Controller ist im Lieferumfang der PS4 Slim und PS4 Pro enthalten.

### PlayStation Camera

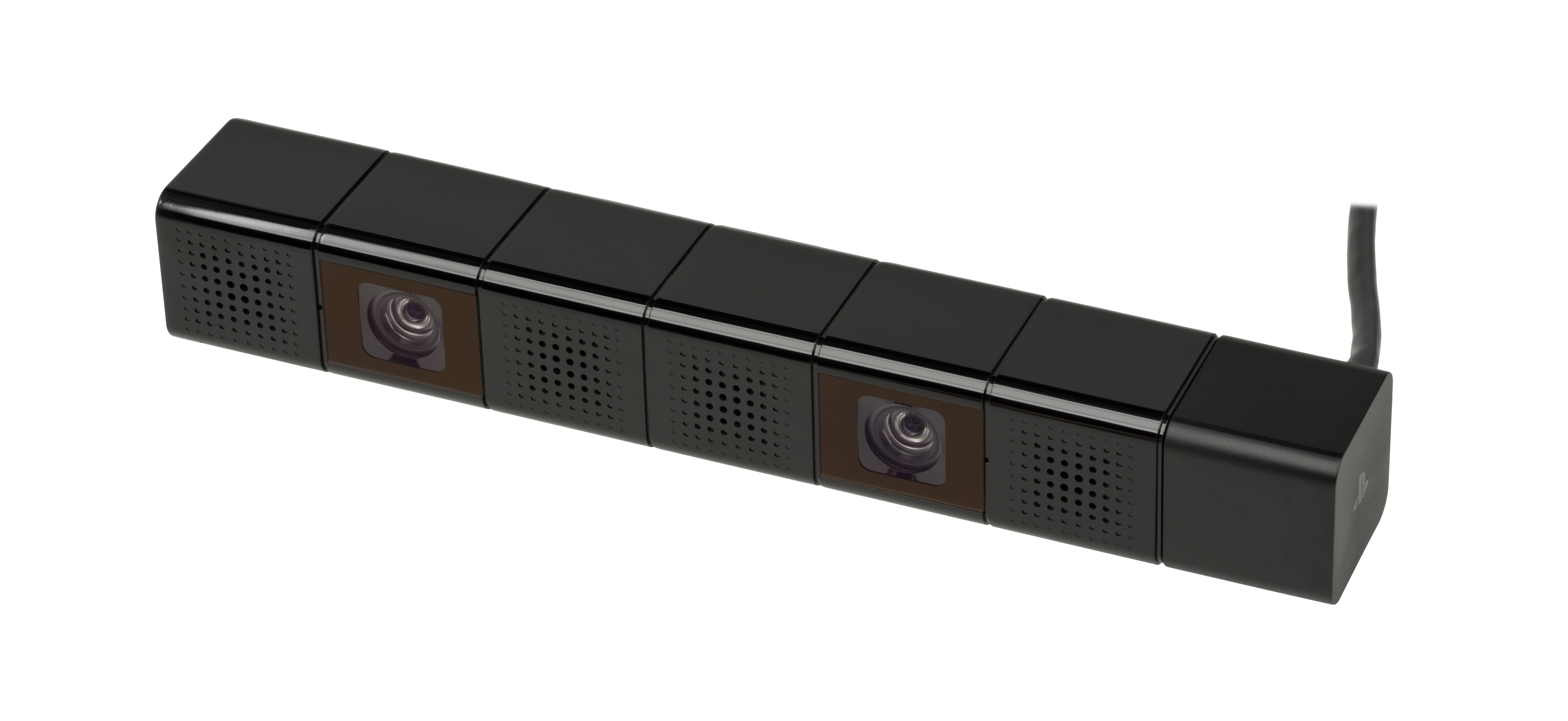
PlayStation Camera (erste Generation)

Bei der PlayStation Camera handelt es sich um eine Weiterentwicklung der PlayStation Eye für die PS3. Ein Dual-Kamera-System erlaubt ähnlich zu Microsofts Kinect eine Tiefenwahrnehmung der Umgebung. Alternativ können die beiden Kameras für voneinander unterschiedliche Aufgaben zum Einsatz kommen. Zum Beispiel kann ein Sensor zur Bewegungserkennung verwendet werden und die zweite Kamera simultan einen Videomitschnitt aufzeichnen.

### PlayStation VR

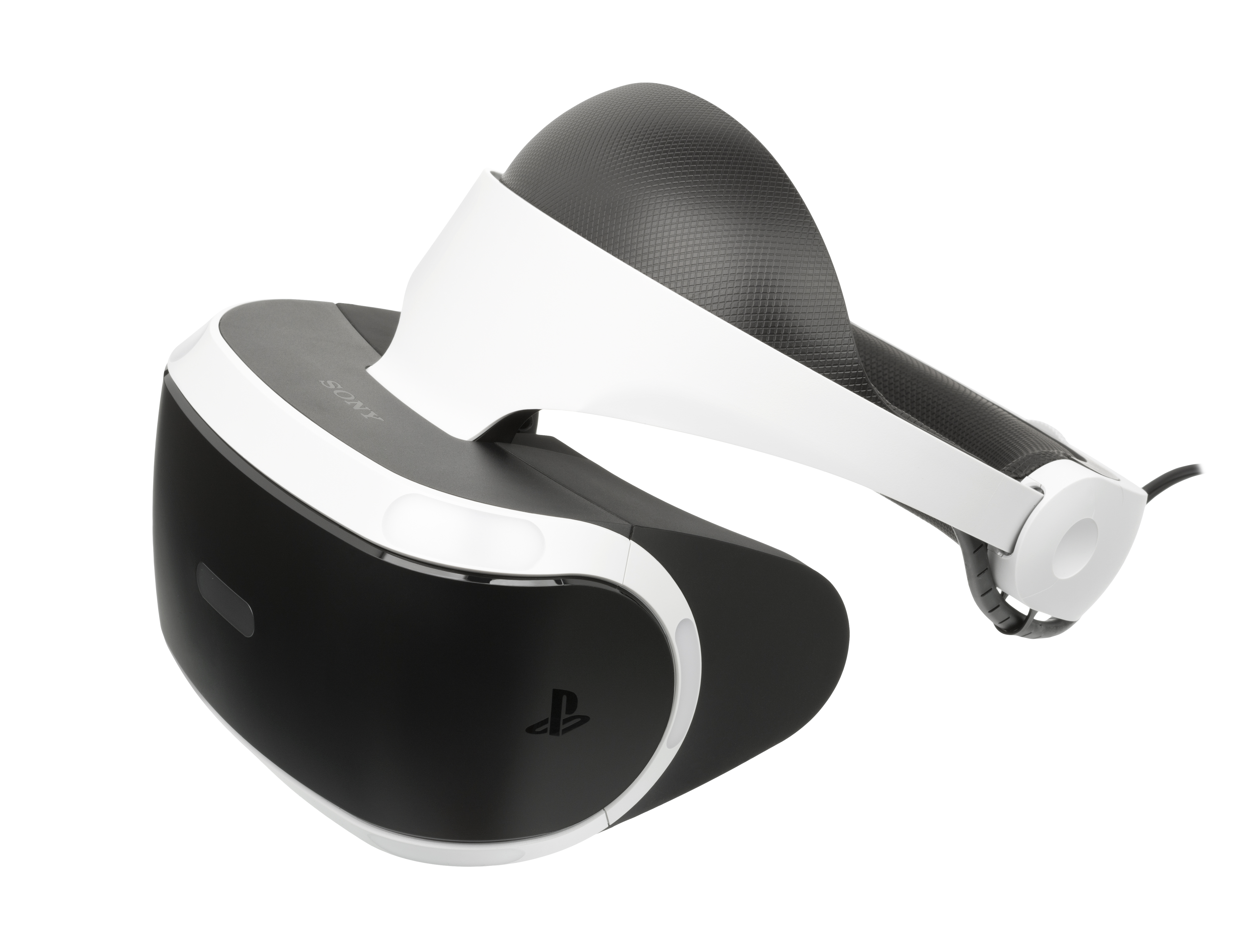
PlayStation VR (erste Generation)

Sony stellte im November 2014 auf der Game Developers Conference ihr Virtual-Reality-Headset vor. Der Prototyp mit der Bezeichnung Project Morpheus bot eine volle 1080p-Auflösung mit einem 90-Grad-Sichtwinkel. Sony will zusätzlich sein VR-System mit Beschleunigungs- und Lagesensoren ausstatten und mit einer PlayStation-Kamera kombinieren. Das Gerät funktioniert momentan nur mit Kabel und Sony plant derzeit keine Wireless-Version. Zu der Ausstattung soll ebenfalls eine 3D-Sound-Technologie gehören. Der Name wurde auf der Tokyo Game Show im September 2015 offiziell von Project Morpheus auf PlayStation VR geändert. Im März 2016 gab Sony bekannt, dass PlayStation VR im Oktober 2016 erscheinen soll. Die Steuerung erfolgt mittels DualShock-4-Controller oder dem bewegungsempfindlichen Controller PlayStation Move. Die PlayStation VR verfügt über ein 5,7 Zoll großes Full-HD-OLED-Panel mit einer Bildwiederholfrequenz von 120 Hz, die jedoch nicht bei jedem Spiel unterstützt wird. Der offizielle Verkaufsstart von PlayStation VR war am 13. Oktober 2016 und die UVP betrug ohne Kamera 399,99 Euro, wurde später jedoch auf 299,99 Euro gesenkt. Sony gab bekannt, dass sich die PlayStation VR mittlerweile über drei Millionen Mal verkauft hat. Auf der PS4 Pro bieten einige PS VR-Titel eine höhere Sichtweite, stabilere Bildraten, höhere Auflösungen, Kantenglättung und/oder weitere visuelle Features.

### Erweiterungsfunktionen

#### Remote Play
Über das von Sony „Remote Play“ getaufte Feature kann die Vita PS4-Spiele anzeigen und steuern. Auch die PlayStation 3 unterstützt bereits das Streamen von einigen Spielen auf die Vita, bei der PS4 soll dies laut Shūhei Yoshida, dem Präsidenten der SCE Worldwide Studios, aber mit mehr Spielen funktionieren. Durch den Aufkauf von Gaikai entwickelte Sony eine neue Methode, mit welcher die Übertragung der Inhalte mit einer wesentlich niedrigeren Latenz möglich ist, als es bei der PS3 der Fall ist.
Durch Remote Play können alle Spiele, die nicht die PlayStation-Kamera benötigen, auf der Vita gespielt werden. Bei Remote Play verbindet sich die PlayStation Vita entweder über eine direkte WLAN-Verbindung, die WLAN-Verbindung des heimischen Netzwerks (Access Point) oder über das Internet mit der PlayStation 4. Nach der Verbindung kann der volle Inhalt des am Bildschirm ausgegebenen Signals auf der Vita gesehen werden. Ausnahmen bilden dabei Medien-Anwendungen oder die Wiedergabe von Blu-rays. Zusätzlich kann die PlayStation 4 über die Vita gesteuert werden. Da der Vita zwei Knöpfe und die drucksensitiven Analog-Sticks des DualShock-4-Controllers fehlen, werden diese Funktionen auf das rückseitige Touchpad der Vita abgebildet. Einige Spiele bieten zudem eine eigene Steuerung für Remote Play an, die speziell auf die Vita ausgerichtet ist.

#### PlayStation App
Die PlayStation App ermöglicht die Verbindung zu mobilen Plattformen (wie Smartphones oder Tablets) und deren Nutzung als zweiten Bildschirm. Unterstützt werden sowohl Android- als auch iOS-Geräte. Des Weiteren kann man etwas mit der App zeichnen und es dann auf der PlayStation wiedergeben.

## Software

### Betriebssysteme
Beim nativ auf der PlayStation 4 vorinstallierten Betriebssystem soll es sich um das von Sony selbst entwickelte OrbisOS handeln. Es wird angenommen, dass es sich ähnlich wie bei der PlayStation 3 um ein auf FreeBSD 9 basierendes unixoides System handelt.
Am 12. Januar 2017 wurde bekannt, dass Sony die Beta-Version eines Firmware-Updates mit der Versionsnummer 4.5 für die PlayStation 4 fertiggestellt und zum Testen freigegeben habe. Die Testversion des unter dem firmeninternen Codenamen „Sasuke“ entwickelten Firmware-Updates enthält neben der Möglichkeit des Anschlusses externer Festplatten mit einer Speicherkapazität von bis zu 8 TB über die USB-Schnittstelle, der Möglichkeit zum Abspielen von 3D-Blu-rays über das Head-Mounted Display PlayStation VR und Änderungen bei der Menüführung sowie der Möglichkeit der Verwendung eigener Hintergrundbilder. Am 9. März 2017 wurde die finale Version des Firmware-Updates 4.5 von Sony zum Download freigegeben. Neben den bereits genannten Zusatzfunktionen umfasst sie weitere neue Optionen. Beispielsweise ermöglicht die Endversion je nach gewählter Bildschirmgröße die Verwendung unterschiedlicher Bildwiederholfrequenzen im Kinomodus von PlayStation VR. Bei Aktivierung der Remote-Play-Funktion ermöglicht das Firmware-Update 4.5 überdies nunmehr auch Sprach-Chats unter Microsoft Windows 10, macOS sowie auf Xperia-Geräten von Sony.
Ende Mai 2018 wurde bekannt, dass auf der PlayStation 4 mit den Firmware-Versionen 5.01 und 5.05 unter Ausnutzung einer Schwachstelle des Originalkernels mittels eines besonderen Bootloaders Linux zu installieren sei.

### Launchtitel
Am Launch-Tag der PlayStation 4 waren folgende Spiele erhältlich:
- Angry Birds: Star Wars[124]
- Assassin’s Creed IV: Black Flag
- Battlefield 4
- Call of Duty: Ghosts
- Driveclub
- FIFA 14
- Injustice: Götter unter uns[125]
- Just Dance 2014
- Killzone: Shadow Fall
- Knack
- Lego Marvel Super Heroes
- Madden NFL 25
- NBA 2K14
- NBA Live 14
- Need for Speed: Rivals
- Skylanders: Swap Force
- Watch Dogs

Zusätzlich erschienen am Launch-Tag weitere Spiele ausschließlich als Download:
- Basement Crawl
- Blacklight: Retribution
- Contrast
- Counterspy
- Doki-Doki Universe
- DC Universe Online
- Flower
- Hohokum
- Minecraft
- N++
- Pinball Arcade
- PlanetSide 2
- Pool Nation Extreme
- ResoGun
- Super Motherload
- Tiny Brains
- Warframe
- War Thunder

PlayStation-4-Spiele sind weltweit abspielbar. Es gibt wie bereits bei der Vorgängerkonsole keinerlei regionale Beschränkungen.

### Benutzeroberfläche
Das Design der Benutzeroberfläche orientiert sich am Aussehen des PSN-Stores zum Zeitpunkt der PS4-Ankündigung. Im Gegenzug wurden sämtliche Elemente der früheren XrossMediaBar entfernt. Das OS erlaubt zudem Multitasking. Beispielsweise ist es möglich, den Internet-Browser aufzurufen ohne ein aktuelles Spiel beenden zu müssen. Hierzu gehört auch die Integration eines Cross-Game-Chats, welcher trotz großer Nachfrage von der Vorgängerkonsole nicht unterstützt worden ist. Für den Cross-Game-Chat wird kein PS-Plus-Abo benötigt. Der überwiegende Teil der Oberfläche wird mit WebGL realisiert und durch eine, auf der WebKit-Engine basierenden, Renderengine dargestellt.

### Abwärtskompatibilität
Die PlayStation 4 ist nicht in der Lage, PlayStation-3-Spiele nativ, das heißt direkt auf der Hardware ausgeführt, wiederzugeben (fehlende Abwärtskompatibilität). Stattdessen plant Sony, sowohl PS1-, PS2- als auch PS3-Software über den Internetdienst „PlayStation Now“ zu streamen. Die dazu benötigte Technik soll die Firma Gaikai, ein Cloud-Computing-Unternehmen, das von Sony im Jahr 2012 aufgekauft wurde, bereitstellen. Der Dienst war bei der Veröffentlichung der Konsole noch nicht verfügbar. Anfang 2014 startet der Dienst erstmals in den USA. Seit 24. August 2017 ist der Dienst in Deutschland verfügbar. Während der CES 2014 hat Sony den Service mit dem Namen „PlayStation Now“ vorgestellt und die ersten beiden Spiele The Last of Us von Naughty Dog und Beyond: Two Souls von Quantic Dream bestätigt. Seit Dezember 2015 sind einige PlayStation-2-Spiele im PlayStation Store öffentlich gemacht worden, wie Grand Theft Auto San Andreas, Grand Theft Auto Vice City oder Grand Theft Auto III.

### Informationen zur Nutzung von Gebrauchtspielen
Als im Mai 2013 bekannt wurde, dass die konkurrierende Xbox One über ein System verfügt, welches die Nutzung von gebrauchten Spielen einschränkt, wurde unter großer öffentlicher Beteiligung eine Twitter-Kampagne gestartet. Diese sollte Sony darauf hinweisen, dass die Spieler selbst derartige Restriktionen streng ablehnen. Auf diese Kampagne reagierten einzelne Mitarbeiter von Sony positiv, ein offizielles Statement der Firma blieb zunächst allerdings aus.
Im Juni nutzte Sony die Computerspielemesse E3 in Los Angeles, um öffentlich klarzustellen, die PlayStation 4 werde über keinerlei Gebrauchtspielsperren verfügen. Eine Ausnahme bildet die Online-Nutzung von Gebrauchtsoftware. An dieser Stelle überlässt Sony den einzelnen Verlegern, ob ein bereits als gebraucht erworbenes Spiel erneut zum Beispiel im Online-Multiplayer genutzt werden kann. Eine Umsetzung über Onlinepässe erlaube Sony laut Scott Rohde, Chef der Abteilung Software-Entwicklung bei Sony, dabei allerdings nicht, da die Nutzer bereits über PlayStationPlus für die Nutzung von Onlinefunktionen zahlen müssten und ein doppeltes Zahlen verhindert werden solle. Gleichzeitig räumte er aber auch ein, dass man den großen Publishern nur sehr schwer vorschreiben könne, wie sie diese Dinge exakt handhaben, auch wenn er sich persönlich nur schwer vorstellen könne, dass irgendein großer Publisher solche Systeme aufgrund der entsprechenden negativen Wirkung anwenden würde.
Obwohl hochrangige Mitarbeiter Sonys bereits vor der Online-Kampagne die generelle Möglichkeit zum Weiterverkauf von Gebrauchtspielen bestätigt hatten, soll diese dennoch Einfluss auf die Entscheidung des Unternehmens ausgeübt haben.

### Programmierschnittstellen und Entwicklungsumgebung
Zum Einsatz kommen zwei unterschiedliche APIs, die zukünftig zu einer einzigen verschmolzen werden sollen:
- GNM (Low Level)
- GNMX (High Level)

GNM erlaubt eine hardwarenahe Programmierung der Konsole. Auf High-Level-Ebene kommt hingegen GNMX zum Einsatz, die GNM förmlich umschließt (daher auch die Bezeichnung Wrapper-API) und auf der einfacher zu entwickeln ist. Das Feature-Set ist mit OpenGL 4.4 sowie DirectX 11.2 vergleichbar und geht stellenweise noch darüber hinaus. Für den Grafikprozessor wurde eine eigene Shadersprache mit dem Namen PSSL entwickelt, die ebenso einen deutlich direkteren Zugriff auf die Hardware als beim Computer ermöglichen soll.
Als Entwicklungsumgebung kommt Visual Studio 2010 sowie Visual Studio 2012 unter Microsoft Windows 7 zum Einsatz. Vorab integriert sind diverse Tools, unter anderem zur statischen sowie der Echtzeitanalyse von CPU- und GPU-Performance. Beim Compiler greift Sony auf LLVM zurück, der neben einer Open-Source-Community auch vom Unternehmen selbst regelmäßig erweitert wird.

## Hardware

### Technische Spezifikationen
Die Hardware wurde von AMD in Kooperation mit Sony als Accelerated Processing Unit (APU) realisiert. Der Haupt- (CPU) und Grafikprozessor (GPU) sind auf einem gemeinsamen Die vereinigt. AMD beschreibt die Hardware als „semi-custom“ und sah in der PS4 die leistungsfähigste APU, die von dem Unternehmen bis dahin entwickelt worden war.
Die Grafikeinheit besteht aus 18 (bei der PS4 Pro 36) Rechengruppen, den sogenannten Compute Units. Deren 1,84 (bei der PS4 Pro 4,198) TFLOPS Rechenleistung kann frei für Grafik-, Simulationsaufgaben oder eine Mischung der beiden verwendet werden. Bei der PlayStation 4 sind insgesamt 20 Compute Units verbaut, zwei davon sind allerdings zur höheren Chipausbeute deaktiviert. Die GPU taktet mit 800 MHz (bei der PS4 Pro 911 MHz) und basiert auf einem „DirectX 11.2+ Feature Set“, welches um diverse Custom-Features erweitert wurde. Die Modifikationen erweitern den Befehlssatz um spezielle Intrinsics und verbessern insbesondere die Verwendung des Grafikprozessors für General-Purpose-Anwendungen (GPGPU). So wurde unter anderem die Anzahl von Compute-Befehlen unter GCN von zwei auf 64 erhöht.
Der Hauptprozessor basiert auf AMDs Jaguar-Reihe mit 1,6 (bei der PS4 Pro 2,1) GHz Taktrate in einer Ausführung als Acht-Kern-Prozessor. Diese sind in zwei Vier-Kern-Gruppen aufgeteilt, welche sich jeweils 2 MiB L2-Cache teilen. Jedem Kern steht weiterhin ein eigener 32 KiB L1-I-Cache und -D-Cache zur Verfügung. Neben dem Einsatz von 128-Bit-ALUs sowie mehreren Leveln an Sprungvorhersagen zeichnet sich der Prozessor vorwiegend durch die Verwendung einer x86-Architektur mit 64-Bit-Erweiterung aus. Diese löst die auf der Konsole bisher verwendeten RISC-Architekturen wie IBM Power ab. Für Spiele standen zunächst sechs der acht Kerne zur Verfügung, die restlichen Prozessoren wurden von dem Betriebssystem reserviert. Ende November 2015 wurde bekannt, dass Sony seit kurzem den Entwicklern auch die Möglichkeit bietet, den siebten Prozessorkern für Spiele zu verwenden.
Zusätzlich verfügt die PS4 über eine Reihe dedizierter Chips für Installationen, Daten-Uploads und -Downloads im Hintergrund oder im Sleep-Modus, sowie zur Aufnahme von Gameplayvideos. Darunter befindet sich ebenfalls ein Audioprozessor basierend auf AMDs TrueAudio-Technologie, der eigenständig die De- und Kompression verschiedener Soundformate übernehmen kann. Haupt- und Grafikprozessor werden für diese Aufgaben nicht beansprucht und somit entlastet.
Zum Einsatz kommen 8 GByte Arbeitsspeicher des Typs GDDR5 mit 176 (bei der PlayStation 4 Pro 218) GByte/s Bandbreite. Der Speicherzugriff erfolgt über einen 256 Bit breiten Bus bei einer effektiven Taktrate von 5,5 GHz. CPU und GPU schreiben Daten in einen gemeinsamen Adressbereich und können diesen vollständig auslesen (hUMA). Kopiervorgänge zwischen beiden Einheiten, wie in einem konventionellen System mit getrennten Speicherpartitionen, entfallen. Darüber hinaus befinden sich auf der Hauptplatine 256 MB DDR3-RAM sowie 32 MB Flash-Speicher für den Low-Power-Prozessor für Netzwerk-Aufgaben. Die PlayStation 4 Pro verfügt zusätzlich über 1 GB DDR3-Arbeitsspeicher, welcher für die Zwischenspeicherung von App-Daten verwendet wird. Das erlaubt Spielen auf der PlayStation 4 Pro 512 MB mehr Speicher des 8-GB-Hauptspeichers zu verwenden (insgesamt 5,5 GB).
Die PlayStation 4 und 4 Slim haben zwei USB-3.0-Anschlüsse, die PlayStation 4 Pro hat drei USB-3.1-Anschlüsse.

### Kamera – PlayStation Camera
| - Maße: 186 mm × 27 mm (Breite × Höhe × Tiefe) - Gewicht: 183 g - Videoauflösung: maximal 1280×800 Pixel × 2 (je ein Bild pro Kamera, Dual-Cam-Technik) | - Bildrate: - 1280×800 Pixel mit 060 FPS - 0640×400 Pixel mit 120 FPS - 0320×192 Pixel mit 240 FPS - Videoformate: RAW, YUV (unkomprimiert) | - Aufnahmebereich: ab 30 cm - Blickwinkel: 85° - Mikrofon: bestehend aus 4 Kanälen - Verbindungstyp: proprietäres Format (AUX) - Kabellänge: 2 m |

### Controller – DualShock 4
| - Maße: 162 mm × 52 mm × 98 mm (Breite × Höhe × Tiefe) - Gewicht: 210 g - Datenausgänge: USB (Micro B), Extention Port, Audio-Ausgang - Kabellose Kommunikation: Bluetooth 2.1+EDR | - Batterie: Eingebauter Lithium-Ionen-Akku (1000 mAh, 3,7 V) - Aktionstasten: Dreieck, Kreis, Kreuz, Quadrat - Richtungstasten: Oben / Unten / Links / Rechts - Sonstige Tasten: PS-Taste, Share-Taste, Option-Taste sowie vier Schultertasten - Analogsticks: L (mit L3-Taste) und R (mit R3-Taste) | - Touch Pad: kapazitiv, Klick-Mechanismus, bis zu zwei Berührungen gleichzeitig - Bewegungssensoren: Six-Axis Motion-Sensing-System (3-Achsen-Gyroskop und 3-Achsen-Beschleunigungssensor) - weitere Eigenschaften: Light Bar, 2 Vibrations-Motoren rechts und links, eingebauter Mono-Lautsprecher |

### Bildausgabe
Die PlayStation 4 unterstützt eine Auflösung von bis zu 3840×2160 Pixeln (4K Ultra HD). Diese Auflösung kam bis zur Playstation 4 Pro allerdings nur bei Bildern und Videos zum Einsatz. Bis dahin reichte die Leistung der Konsole dafür bei Spielen laut Shūhei Yoshida nicht aus.

### Abspielmedien und Geschwindigkeiten
- 6× Blu-ray Disc (nur auslesen)[128] mit 27 MByte/s (maximal 50 GB Dual-Layer)[149]
- 8× DVD-ROM[128] mit 11 MByte/s

### Schnittstellen
| - Super-Speed USB (2 x USB 3.0 (PS4 und 4 Slim), 3 x USB 3.1 (Pro)) - AUX (für die Kamera) | - Ethernet (10BASE-T, 100BASE-TX, 1000BASE-T) - IEEE 802.11 b/g/n - Bluetooth 2.1 (Enhanced Data Rate) | - HDMI - TOSLINK SPDIF (Audio) |